# Odonaspidini
Odonaspidini es una tribu de insectos hemípteros en la familia Diaspididae.

## Géneros
- Batarasa
- Odanaspis